# INTA-255
INTA-255はスペインの観測ロケット。

INTA-255

INTA-255は打ち上げられる際、4つのチック（Chick）ロケットを0.2秒燃焼させることによって初速を得る。その後上段のGooseが17秒間燃焼する。1969年7月19日、1970年12月20日、12月22日の3度打ち上げられた。このロケットによって培われた技術を元にINTA-300が開発された。

## 性能
- 高度：150 km
- 推力：42.000 kN（離陸時）
- 重量：340 kg
- 直径：0.26 m
- 全長：6.03 m